# Брыкуля
Брыкуля (укр. Брикуля) — село в Шепетовском районе Хмельницкой области Украины.
Население по переписи 2001 года составляло 212 человек. Почтовый индекс — 30447. Телефонный код — 3840. Занимает площадь 78 км². Код КОАТУУ — 6825480203.

## Местный совет
30447, Хмельницкая обл., Шепетовский р-н, с. Старые Бейзимы